# Boleslavka

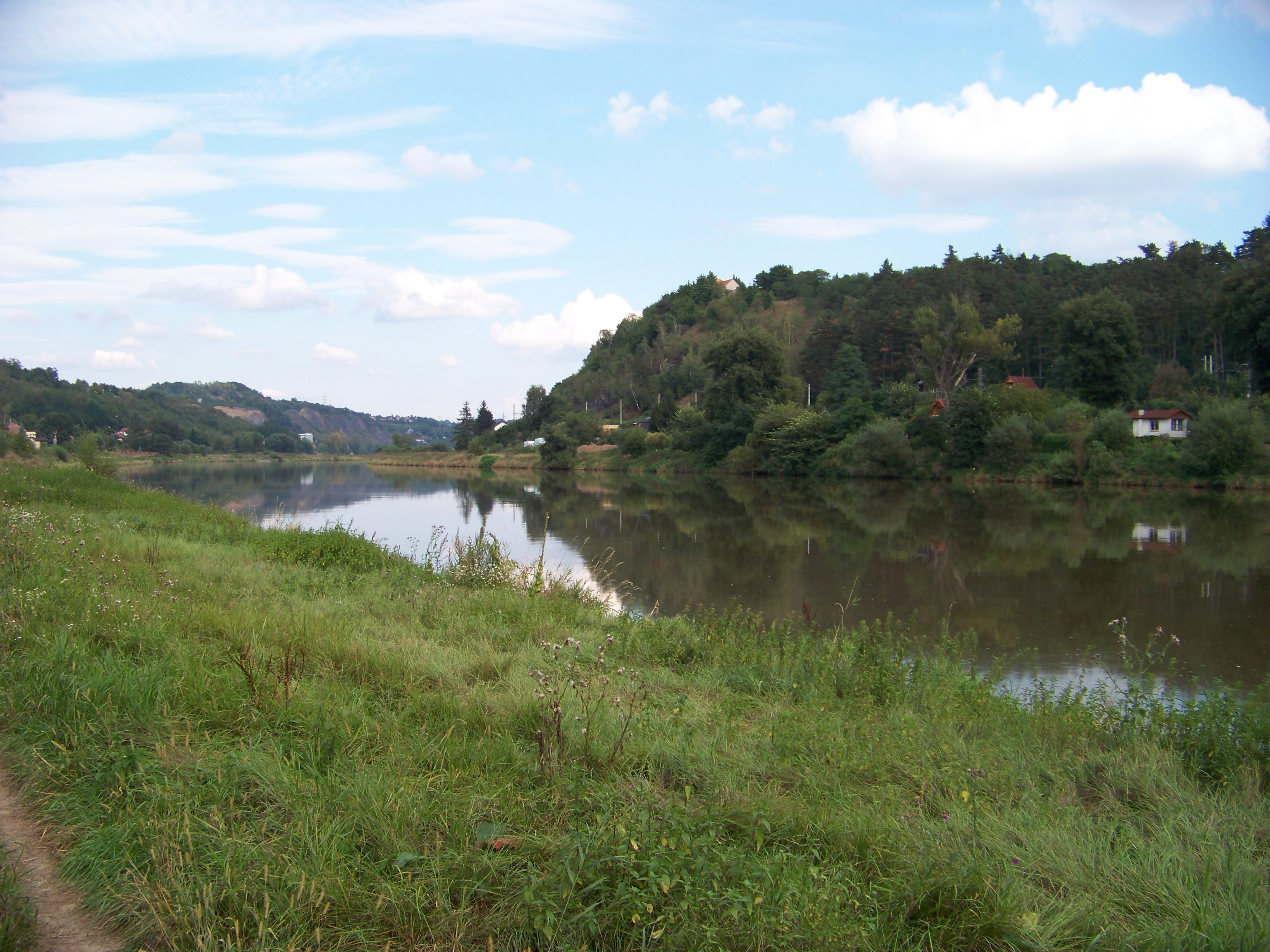
Levý Hradec

Boleslavka je stará cesta ve Středočeském kraji, původně spojující opevněná přemyslovská sídla Levý Hradec a Boleslav (dnešní Stará Boleslav). Vede východo-západním směrem, přibližně po rovnoběžce 50°10', a překonává vzdálenost asi 21 kilometrů vzdušnou čarou.

## Historie
Stezka vznikla zřejmě již v 9. století. Sloužila pak jako komunikace ve velmi podobné trase přibližně tisíc let. Později byla využívána i jako poutní cesta pro procesí směřující do kostela Nanebevzetí Panny Marie ve Staré Boleslavi. Její význam postupně klesal s rozvojem sítě železnic a silnic v 19. století. V současnosti slouží již jen některé její části jako méně významné cesty, některé úseky zcela zanikly.

### Průběh cesty
Boleslavka začíná na hradišti na Levém Hradci. Strmě klesá do údolí Vltavy a pokračuje směrem k východu po levém břehu. Řeku překonávala přes brod přibližně v místě dnešního jezu v Klecánkách. Dále její trasa stoupá postranním údolím přes Přemyšlení a Veltěž po rovině do Zdib a přes mírné návrší do Březiněvsi. "Polím po pravé straně silnice k Líbeznicum se říká na Boleslavce. Jméno Boleslavka pochází od sousedící polní cesty zvané Boleslavka, po které chodívalo procesí na pouť do staré Boleslavi. Procesí vyšlo z Klecan, přilehlé obce se k němu přidávali, též i naše obec."
Cesta dále vede mezi Hovorčovicemi a Třeboradicemi k Mírovicím a do Veleně. "Dole v údolí Mratínského potoka v místech, kde silnice začíná stoupat k výšině směrem na Brázdim byly do nedávné doby bažiny a močály a sama silnice (či dříve cesta Boleslavka) musela být tehdy zpevněna hatěmi a pro mlýn či vesnici zde nebylo místo."
Z Veleně cesta pokračuje po menší silnici vedoucí údolím Mratínského potoka, přes Brázdim a do Brandýsa nad Labem-Staré Boleslavi. Vede ulicemi Brázdimská, Kostelecká, Na Nižším hrádku a Na Prádle a kolem dnešního zámku (původně hradu) v Brandýse nad Labem. Labe do Boleslavi zřejmě překonávala po dřevěném mostě, jehož přesná poloha není známa.